# Medalla Carl Sagan
La Medalla Carl Sagan a la Excelencia en Comunicación Pública de la Ciencia Planetaria es otorgada anualmente desde 1998 por la División de Ciencias Planetarias (DPS) de la American Astronomical Society para reconocer y honrar a la comunicación excepcional por un científico planetario en activo del público en general. Se otorga a los científicos cuyos esfuerzos han contribuido significativamente a la comprensión del público y el entusiasmo por las ciencias planetarias. Además de la medalla con citación, se dará un premio en efectivo por un importe que será determinado por el Comité de DPS.
Carl Sagan fue uno de los miembros del comité organizador original de la DPS.

## Premiados
- 1998 - William Kenneth Hartmann
- 1999 - Clark Chapman
- 2000 - Larry Lebofsky
- 2001 - André Brahic
- 2002 - Heidi Hammel
- 2003 - No se otorgó
- 2004 - David Morrison
- 2005 - Rosaly Lopes
- 2006 - David Grinspoon
- 2007 - No se otorgó
- 2008 - G. Jeffrey Taylor
- 2009 - Steve Squyres
- 2010 - Carolyn Porco
- 2011 - James F. Bell, III
- 2012 - Patrick Michel
- 2013 - Donald Yeomans
- 2014 - Guy Consolmagno
- 2015 - Daniel D. Durda
- 2016 - Yong-Chun Zheng
- 2017 - Megan Schwamb y Henry Throop
- 2018 - Bonnie Buratti
- 2019 - Carrie Nugent
- 2020 - Ray Jayawardhana
- 2021 - Nicolle Zellner
- 2022 - Caleb Scharf